# Hieroteu (poeta)
Hieroteu, en llatí Hierotheus, en grec antic Ἱερόθεος, fou un poeta grec autor d'un poema format per 233 línies bàrbares iàmbiques, sobre alquímia, titulat Περὶ τῆς Θείας καὶ Ἱερᾶς Τέχνης, i en llatí De Divina et Sacra Arte. Sembla que era cristià el que el situaria no abans del segle iv.